# 2001 KG76
2001 KG76 est un objet transneptunien en résonance 4:9 avec Neptune. Son diamètre est estimé à 230 km, il a été découvert en 2001 et a été observé pendant 7 ans.